# Domenico Grimani
Domenico Grimani (ur. 19 lutego 1461 w Wenecji, zm. 27 sierpnia 1523 w Rzymie) – włoski duchowny katolicki, kardynał i patriarcha, najstarszy syn Antonio Grimaniego i Catariny Loredan.

## Życiorys
W latach 1498–1517 pełnił rolę patriarchy Akwileji, w kolejnych latach od 1517 do 1520 był biskupem diecezji Vittorio Veneto. Kardynałem został w 1493 roku, mianowany przez papieża Aleksandra VI. Po wyborze Juliusza II na nowego, został kardynałem prezbiterem S. Marci. Dnia 22 września 1508 roku został mianowany kardynałem biskupem Albano.
Kardynał Grimani był jednym z najbardziej znanych kolekcjonerów w okresie swojego życia. Miał kolekcję rzeźb klasycznych, obrazy Giorgiona, Tycjana, cztery panele ołtarzowe autorstwa Hansa Memlinga, obrazy Joachima Patinira, dzieła Boscha, grafiki Albrechta Dürera, oraz rysunki autorstwa Leonarda da Vinci, Michała Anioła oraz Rafaela Santiego.
Jednym z najcenniejszych elementów kolekcji był tzw. Brewiarz Grimaniego, iluminowana księga modlitewna zawierająca miniaturowe obrazy religijne. Obecnie przechowywana jest w Bibliotece Marciana w Wenecji.